# Xã Penn, Quận Parke, Indiana
Xã Penn (tiếng Anh: Penn Township) là một xã thuộc quận Parke, tiểu bang Indiana, Hoa Kỳ. Năm 2010, dân số của xã này là 810 người.